# سعید فیروزآبادی
سیدسعید فیروزآبادی (زاده ۲۸ اسفند ۱۳۴۴ تهران) نویسنده، محقق و مترجم ایرانی است. سعید فیروزآبادی مدرک دکترای زبان آلمانی دارد و استادیار و عضو هیئت علمی دانشگاه آزاد اسلامی، مدرس دانشکده مطالعات جهان (رشته مطالعات کشورهای آلمانی زبان) و دانشکده ادبیات (رشته ایران‌شناسی) دانشگاه تهران است. فیروزآبادی سرپرست طرح فرهنگ خاورشناسان در پژوهشگاه علوم انسانی نیز بوده است. عمده فعالیت‌های او در زمینه ادبیات، فلسفه، ادبیات تطبیقی، مطالعات ایران‌شناسی و آموزش زبان آلمانی است.

## فعالیت‌ها و تحقیقات
- هیئت علمی و جانشین سردبیر (پروفسور برت فراگنر)[۶] طی سالهای ۲۰۱۸ تا ۲۰۱۹ نشریه اشپکتروم ایران[۷] که در آلمان منتشر می‌شود.
- همکاری در نگارش و سرپرستی فرهنگ خاورشناسان[۸] در پژوهشگاه علوم انسانی و مطالعات فرهنگی[۹] از سال ۱۳۷۳ تا ۱۳۸۹.
- عضو هیئت مدیره انجمن علمی ایران‌شناسی[۱۰]
- عضو مؤسس انجمن علمی هنر و ادبیات تطبیقی.
- دبیر مجموعه بزرگان اندیشه و هنر بنگاه ترجمه و نشر کتاب پارسه[۱۱]

### تألیف
- بازتاب ادبیات آلمانی در ایران،[۱۲] (۱۳۸۳)، مرکز بین‌المللی گفتگوی تمدن‌ها.
- فرهنگ خاورشناسان،[۱۳] (با همکاری)(۱۳۹۶–۱۳۷۶)، جلد اول تا هشتم، پژوهشگاه علوم انسانی و مطالعات فرهنگی.
- آیینه آفتاب[۱۴] (حضور شخصیت و آثار مولانا در غرب)، بهمن نامور مطلق و دیگران، (۱۳۸۸)، انتشارات علمی و فرهنگی.
- پانزده گفتار در باب ترجمه،[۱۵] (۱۳۸۸)، نشر پارسه.
- اسطوره متن بینافرهنگی،[۱۶] (حضور شاهنامه در فرهنگ‌ها و زبان‌های جهان)، به کوشش بهمن نامور مطلق و دیگران، (۱۳۸۸) انتشارات علمی و فرهنگی.
- واژه‌نامه پایه موضوعی زبان آلمانی،[۱۷] (۱۳۹۱)، انتشارات زبانکده.
- مثنوی معنوی،[۱۸] با مقدمه‌های آنه‌ماری شیمل و سید سعید فیروزآبادی، (۱۳۹۳)، انتشارات بدیهه.
- دیوان حافظ شیرازی،[۱۹] با مقدمه‌های یوهان کریستف بورگل و سید سعید فیروزآبادی، (۱۳۹۳)، انتشارات بدیهه.
- جدولهای صرف فعل در زبان آلمانی،[۲۰] (۱۳۹۴)، انتشارات زبانکده.
- دستور پایه زبان آلمانی،[۲۱] (۱۳۹۵)، انتشارات زبانکده.
- فرهنگ آلمانی-فارسی لانگنشایت[۲۲] (۲۰۱۸)، انتشارات لانگنشایت، مونیخ.
- فرهنگ جامع آلمانی- فارسی،[۲۳] (۱۳۹۸)، انتشارات زبانکده.

### ترجمه از آلمانی
- زنگبار[۲۴] یا آخرین دلیل، آلفردآندرش، (۱۳۷۲)، نشر سوره مهر.
- تاریخ نگارشهای عربی،[۲۵] فؤاد سزگین، جلد چهارم، (۱۳۸۰)، سازمان چاپ و انتشارات وزارت فرهنگ و ارشاد اسلامی.
- شرق و غرب: زندگی غربی-شرقی من،[۲۶] آنه‌ماری شیمل، (۱۳۸۲، ۱۳۸۶)، نشر افکار.
- گل و ستاره:(دنیای تصویرها در شعر فارسی)،[۲۷] آنه‌ماری شیمل، (۱۳۸۳)، نشر پیام خاور.
- انسانی، بسیار انسانی[۲۸](کتابی برای جانهای آزاده)، فریدریش ویلهلم نیچه، (۱۳۸۴)، نشر جامی.
- این است انسان،[۲۹] فردریش ویلهلم نیچه، (۱۳۸۵٬۱۳۸۶)، نشر جامی.
- تاریخ ادبیات معاصر ایران[۳۰] (تاریخ و تحول ادبیات معاصر فارسی، نظم و نثر)، بزرگ علوی، (۱۳۸۶).
- دجال: ت‍لاش‍ی ب‍رای ن‍ق‍د م‍س‍ی‍ح‍ی‍ت،[۳۱] فردریش ویلهلم نیچه، (۱۳۸۶)، نشر جامی.
- اعتراف من،[۳۲] لئو تولستوی، (۱۳۸۶) نشر جامی.
- فراسوی نیک و بد:[۳۳] (درآمدی بر فلسفه آینده)، (۱۳۸۷)، نشر جامی.
- این است نیچه[۳۴] (تفسیری بر آثار نیچه)، گونتر شولته (۱۳۸۷)، نشر ثالث.
- نسل بر باد رفته: (سیپر و پدرش)[۳۵] یوزف روت، (۱۳۹۲)، نشر باد.
- مرگ در دوردست،[۳۶] آنه‌ماری شوارتسنباخ، (۱۳۸۷)، نشر شهاب.
- رنج‌های ورتر جوان،[۳۷] یوهان ولفگانگ گوته، (۱۳۹۰)، نشر جامی.
- غزلیات شمس،[۳۸] با مقدمه آنه‌ماری شیمل، به انتخاب علی دهباشی، (۱۳۹۰)، چاپ دوم (۱۳۹۳)، نشر نیکا.
- اندیشه‌های زرین هاینریش هاینه،[۳۹] هاینریش هاینه، (۱۳۹۱)، انتشارات بدیهه.
- اندیشه‌های زرین مسلمانان،[۴۰] به انتخاب آنه‌ماری شیمل، (۱۳۹۲)، انتشارات بدیهه.
- جوانی زیباست و داستانهای دیگر،[۴۱] هرمان هسه، (۱۳۹۲)، نشر جامی.
- رباعیات حکیم عمر خیام،[۴۲] (چهار زبانه)، (۱۳۹۲)، نشر پارسه.
- فارسی‌زبانی[۴۳] (قلمرو، هویت و رابطه زبانی در تاریخ آسیا)، برت فراگنر، (۱۳۹۴)،انتشارات علمی و فرهنگی.
- جلال الدین رومی، مست، دیوانه، هشیار،[۴۴] (گزیده اشعار شمس تبریزی به زبان آلمانی و فارسی)، با گردآوری وینسنس روزنتسوایگ فون شوانا، (۱۳۹۶)، انتشارات کتابسرای نیک.
- من و کامینسکی،[۴۵][۴۶] دانیل کلمان، (۱۳۸۸)، چاپ دوم: (۱۳۹۶)، انتشارات کتابسرای نیک.
- هجوم واقعیت[۴۷] (مسیر پناهجویان در اروپا)، نوید کرمانی، (۱۳۹۷)، نشر گاندی.
- در سرزمین اشک و خون[۴۸][۴۹] (تجربه‌هایی در بین‌النهرین هنگام جنگ جهانی اول)، یاکوب کونتسلر، (۱۳۹۶)، انتشارات نائیری.
- زایش تراژدی،[۵۰] فردریش ویلهلم نیچه، (۱۳۹۸)، نشر جامی.
- پرواز ایران،[۵۱] والتر میتل‌هولتسر، (در دست چاپ)، نشر گاندی.
- زبان خیال‌انگیز نظامی،[۵۲] هلموت ریتر، (۱۳۹۹)، مؤسسه پژوهشی میراث مکتوب.
- سرزمین جدید ایران در آغاز پهلوی،[۵۳] آکسل فون‌گرفه، (۱۴۰۰)، هنر معاصر.
- ایران به روایت متن و تصویر: (گزارشی از واپسین سال‌های قاجار)فردریش روزن، (۱۴۰۰)، هنر معاصر.

### ترجمه از فارسی
- Wo der Adler nistet, Taraneh Matlub,[۵۴] (2010), Elmi wa Farhangi verlag.
- Wenn ich Pilot wäre, dann...[۵۵] , Ahmad Akbarpour, (2010), Elmi wa Farhangi verlag.
- Ein Gast aus der Wüste,[۵۶] Saiedeh Mohammad Zaki Gudarzi, (2020), Elmi wa Farhangi verlag.
- Wann wirst du Mensh?[۵۷] , Taraneh Matlub, (2010), Elmi wa Farhangi verlag.
- Eine Botschaft für die Kleine Wolke,[۵۸] Taraneh Eybod, (2010), Elmi wa Farhangi verlag.
- Der kleine Wissenchaftler,[۵۹] Parvin Alipour, (2010), Elmi wa Farhangi verlag.

## شب‌های بخارا
شب‌های بخارا مجالسی در بزرگداشت بزرگان فرهنگ و هنر ایران و گاهی غیر از ایران است که مجلهٔ بخارا به سردبیری و مدیر مسئولی علی دهباشی برگزار می‌کند. تا نیمهٔ سال ۱۳۹۸ شمار این شب‌ها از پانصد بیشتر شده است. در برخی از شب‌های برگزار شده که مربوط به فلسفه و ادبیات آلمان، سوئیس و اتریش است، سید سعید فیروزآبادی نیز حضور و سخنرانی داشت.